# Walkin' (東京スカパラダイスオーケストラのアルバム)
『Walkin』（ウォーキン）は2012年3月21日にcutting edgeから発売された東京スカパラダイスオーケストラの16枚目のオリジナル・アルバム。

## 概要
- 新曲、2011年リリースされた3作のミニアルバム『Goldfingers』『HEROES』『Sunny Side of the Street』からの楽曲の構成。
- 2011年敢行ツアーダイジェスト収録DVD付の初回限定盤[1][2]と通常盤[3][4]の2形態で発売。

## 収録曲

### CD
（全編曲：東京スカパラダイスオーケストラ）
1. Walkin' 
  - 作曲：Richard Carpenter
  - マイルス・デイビスのカバー。
2. Break into the Light 〜約束の帽子〜
  - 作曲：沖祐市
  - 『HEROES』収録曲。
  - 東映配給アニメ映画『ONE PIECE 3D 麦わらチェイス』主題歌。
3. LET ME COME THE RIVER FLOW feat. Manu Chao
  - 作詞：Manu Chao・谷中敦／作曲・Vocal：Manu Chao
4. Merry-Go-Round
  - 作曲：NARGO
5. Hungry Beast
  - 作曲：北原雅彦
6. Twinkle Star 〜頼りの星〜
  - 作詞：谷中敦／作曲：川上つよし／Vocal：茂木欣一
  - 『Sunny Side of the Street』収録曲。
  - 「東京シティ競馬」CMソング。
7. interlude 〜daytime walkin'〜
8. Boogie Stop Shuffle feat. 菊地成孔
  - 作曲：Charles Mingus／Alto Sax：菊地成孔
  - 『Goldfingers』収録曲。
  - チャールズ・ミンガスのカバー曲。
9. 縦書きの雨 feat. 中納良恵
  - 作詞：谷中敦／作曲：川上つよし／Vocal：中納良恵
  - ベスト・アルバム『The Last』『TOKYO SKA TREASURES 〜ベスト・オブ・東京スカパラダイスオーケストラ〜』『NO BORDER HITS 2025→2001 〜ベスト・オブ・東京スカパラダイスオーケストラ〜』にも収録された。
10. Return Of Supercharger
  - 作曲：沖祐市
11. 水琴窟 -SUIKINKUTSU- feat. 上原ひろみ
  - 作曲：NARGO／Piano：上原ひろみ
  - 『Goldfingers』収録曲。
12. Brazil
  - 作曲：S.K.Russell, Ary Barroso
13. All Good Ska is One feat. Angelo Moore
  - 作詞：谷中敦／作曲：川上つよし／Vocal：Angelo Moore
  - 『Sunny Side of the Street』収録曲。
14. Walkin' 〜reprise〜

### DVD　初回限定盤
1. TOKYO SKA PARADISE ORCHESTRA TOUR DIGEST 2011